# Santa Bárbara (Ocampo)
Santa Bárbara es una comunidad perteneciente al municipio de Ocampo, en el norte del estado de Guanajuato (México). Cuenta, aproximadamente (según los últimos datos del INEGI), con 2500 habitantes. Se encuentra ubicada a 15 minutos de la cabecera municipal ingresando por un horrible camino supuestamente de asfalto y que es la burla de la actual presidencia de Ocampo y a 20 minutos de la vecina ciudad de San Felipe.
Santa Bárbara cuenta con servicios como energía eléctrica, agua potable, teléfono, drenaje, pavimentación (en algunas calles), así como pavimentado desde la carretera Ocampo-San Felipe.
En el ramo educativo Santa Bárbara cuenta con una oferta educativa hasta el nivel medio superior; es decir, con kínder, primaria, secundaria y bachillerato (VIBA).
Sus habitantes se dedican principalmente a la agricultura: los principales cultivos que se realizan son de temporal, como frijol, maíz, trigo y cebada; además, algunas personas se dedican a la cría de ganado bovino o vacuno.
Santa Bárbara, al igual que una gran cantidad de comunidades en el estado de Guanajuato, tiene un alto índice de emigración de sus habitantes, principalmente hacia Estados Unidos, debido a las escasas oportunidades de empleo que existen, tanto en la localidad como en sus alrededores; los estados a los que principalmente emigran en el vecino país son Texas e Illinois, y, en nuestro país, principalmente a las ciudades de León, San Felipe, Ocampo, San Luis Potosí, México D. F. y otras.
La comunidad tiene su festividad el día 4 de diciembre, debido a la celebración de la fiesta en honor a la virgen de Santa Bárbara.